# Company of Strangers (álbum de Colin Hay)
| Críticas profissionais | Críticas profissionais |
| Avaliações da crítica  | Avaliações da crítica  |
| Fonte                  | Avaliação              |
| ---------------------- | ---------------------- |
| allmusic               | link                   |

Company of Stranger é o sétimo álbum de estúdio do cantor escocês Colin Hay, lançado em 2002.

## Faixas
Todas as faixas por Colin Hay, exceto onde anotado.
1. "I Got Woken Up" — 3:40
2. "Small Town Big Hell" — 4:24
3. "Lucky Bastard" (Colin Hay; Paul Kelly) - 4:02
4. "Company of Strangers" — 4:47
5. "No Win Situation" (Colin Hay; Chad Fisher) - 3:00
6. "Dear J" — 3:17
7. "Small Price To Be Free" — 4:55
8. "How Long Will It Last" (Colin Hay; Chad Fisher) - 3:38
9. "Lifeline" (Colin Hay; Chad Fisher) - 3:51
10. "Don't Wait Up" — 5:26
11. "Beautiful World" — 3:40
12. "And If You Only Knew" — 3:05